# 卢道什
卢道什，是匈牙利赫维什州所辖的一个村。总面积10.79平方公里，总人口837，人口密度77.6人/平方公里（2011年1月1日）。